# Leucophenga frontalis
Leucophenga frontalis är en tvåvingeart som först beskrevs av Samuel Wendell Williston  1896.  Leucophenga frontalis ingår i släktet Leucophenga och familjen daggflugor. Inga underarter finns listade i Catalogue of Life.